# Lennart Spong
Lennart Håkan Birger Spong född 13 augusti 1920 i Vinnerstad, Östergötlands län, död 14 maj 2014 i Motala, var en svensk tecknare, målare och skulptör.
Han var son till byggnadssnickaren Birger Spong och Maria Johansson och från 1949 gift med telefonisten Britta Gunvor Berzelius. Efter periodvisa studier från 1938 vid Konstfackskolan, Otte Skölds målarskola, Académie Libre, Stockholms konststudieskola och Stockholms konstskola samt Italien har Spong arbetat med teckning och måleri samt i mindre omfattning som porträttskulptör. Han gjorde sig känd som en uttrycksfull tecknare i tusch med ett register från modell- och ansiktsstudier till figurrika torgscener och interiörer. Separat ställde han ut i bland annat Motala 1954, Norrköping 1956 och Ödeshög 1957. Tillsammans med Viking Forsberg ställde han ut i Linköping 1963. Han medverkade sedan 1953 i Östgöta konstförenings utställningar i Östergötland och samlingsutställningar arrangerade av Kinda konstförening. Han deltog i en grupputställning med Östgötakonst av i dag i Stockholm 1963, konstutställningen i samband med Motalautställningen 1957 och Nationalmuseums Unga tecknare 1950. Han tilldelades Östergötlands läns landstings stipendium 1959 och 1963 samt Carin Nilson stipendiet 1963. Hans konst består av figurmotiv, stadsbilder och landskapsskildringar utförda i olja samt teckningar i tusch och blyerts samt porträttskulpturer och reliefer. Spong är representerad vid Motala kommun, Östergötlands läns landsting och Nationalmuseum.
Han var teckningslärare vid Motala högre allmänna läroverk, senare Zederslundsskolan, mellan 1959 och 1985.